# Jasper Dahlhaus
Jasper Dahlhaus (Doetinchem, 27 novembre 2001) è un calciatore olandese, difensore del Fortuna Sittard.

## Caratteristiche tecniche
È un terzino sinistro di spinta.

## Carriera
Cresciuto nelle giovanili del Vitesse, esordisce in Eredivisie con il Willem II.